# Amos (język programowania)
Amos to jeden z dialektów języka programowania BASIC stosowanych w komputerach Amiga, stworzony przez firmę Europress Software. Jego twórcami byli François Lionet i Constantin Sotiropoulos. Pierwsza wersja Amosa pojawiła się w roku 1990.
Amos był stosowany głównie do tworzenia gier i programów edukacyjnych. Z powodu swej prostoty był jednym z bardziej popularnych języków programowania na tę platformę.
Pierwotna wersja Amosa była jedynie interpreterem, w późniejszym czasie powstał kompilator tego języka.
W Amosie zastosowano po raz pierwszy na dużą skalę:
- kompilacje do bytecodu,
- zwijanie procedur w IDE,
- korekta tekstu programu "on-line".

Rozwojowa wersja tego języka uzyskała nazwę Amos Professional i umożliwiała już pisanie zgodne z systemem operacyjnym Amigi.
Powstał nawet klon Amosa na inne platformy o nazwie Alvyn BASIC.